# Absolution (음반)
| 전문가 평가       | 전문가 평가 |
| 총 점수           | 총 점수     |
| 출처              | 점수        |
| ----------------- | ----------- |
| 메타크리틱        | 72/100      |
| 평가 점수         |             |
| 출처              | 점수        |
| AllMusic          | [ 2 ]       |
| Alternative Press | 5/5         |
| Blender           | [ 4 ]       |
| Drowned in Sound  | 10/10       |
| The Guardian      | [ 6 ]       |
| NME               | 9/10        |
| Q                 | [ 8 ]       |
| Rolling Stone     | [ 9 ]       |
| The Scotsman      | [ 10 ]      |
| Uncut             | [ 11 ]      |

《Absolution》은 영국의 록 밴드 뮤즈의 세 번째 스튜디오 음반이다. 2003년 9월 15일, 일본에서, 2003년 9월 22일, 영국에서 이스트웨스트 레코드와 테이스트 미디어에 의해, 2004년 3월 23일에 워너 브라더스 레코드에 의해 발매되었다. 이 음반은 《Origin of Symmetry》의 다양한 음악적 경향과 정교한 사운드에 이어 수록되었고, 또한 전체적으로 보다 집중적이고 일관된 주제와 미적 감각을 지니고 있었다. 《Absolution》은 눈에 띄게 어둡고 무거운 음색을 띠며 신학적, 종말론적 개념에 서정적인 초점을 맞추고 있다.
이 음반은 영국 음반 차트에서 1위에 올랐다. 이 음반은 또한 밴드의 첫 번째 싱글 히트곡 10위 안에 들었고, 〈Time Is Running Out〉은 영국 싱글 차트 8위에 올랐다. 2009년에는 《케랑!》에 의해 현재까지 21세기 2위 음반으로 선정되었다.

## 배경
뮤즈는 그들의 이전 녹음 시간이 앞당겨졌기 때문에, 그들의 세 번째 음반을 개발할 시간을 마련했다. 2002년 초, 그들은 자료를 쓰기 위해 브라이턴 외곽에 있는 시골집을 6개월 동안 임대했다. 이 기간 동안, 그들은 그들의 미국 음반사인 매버릭에 의해 중단되었다. 시스템 오브 어 다운의 보컬리스트 세르지 탄키안에 따르면, 그는 자신의 레이블 서지컬 스트라이크 레코드에 뮤즈와 계약을 시도했지만, 매버릭은 그들을 계약에서 해제하기 위해 50만 달러를 요구했고, 소니가 그 돈을 제공하도록 하는 그의 시도는 실패했다.
뮤즈는 유럽에 집중하기로 결정하고 미래의 《Absolution》 곡 〈Hysteria〉와 〈The Small Print〉를 연주하며 그들의 이전 음반인 《Origin of Symmetry》의 마지막 투어를 시작했다. 투어 후, 뮤즈는 런던 해크니의 사용되지 않는 상업용 다락방에서 데모를 쓰고 녹음하기 시작했다.

## 제목
2004년 4월, 뮤즈의 선구자 매튜 벨라미는 "면죄는 반드시 종교적인 단어는 아니라고 생각합니다. 그것은 순결의 의미를 가지고 있지만, 반드시 기독교적인 관점이나 특정한 종교적 관점에서 말하는 것은 아닙니다. 음악을 만드는 행위가 사물을 이해하는 방법이라는 것을 암시하는 것일 뿐이라고 생각합니다."

## 곡 목록
모든 곡들은 뮤즈에 의해 작사/작곡하였다.
| #   | 제목                            | 재생 시간 |
| --- | ------------------------------- | --------- |
| 1.  | 〈Intro〉                       | 0:22      |
| 2.  | 〈Apocalypse Please〉           | 4:12      |
| 3.  | 〈Time Is Running Out〉         | 3:56      |
| 4.  | 〈Sing for Absolution〉         | 4:54      |
| 5.  | 〈Stockholm Syndrome〉          | 4:58      |
| 6.  | 〈Falling Away with You〉       | 4:40      |
| 7.  | 〈Interlude〉                   | 0:37      |
| 8.  | 〈Hysteria〉                    | 3:47      |
| 9.  | 〈Blackout〉                    | 4:22      |
| 10. | 〈Butterflies and Hurricanes〉  | 5:01      |
| 11. | 〈The Small Print〉             | 3:28      |
| 12. | 〈Endlessly〉                   | 3:49      |
| 13. | 〈Thoughts of a Dying Atheist〉 | 3:11      |
| 14. | 〈Ruled by Secrecy〉            | 4:54      |

## 인증
| 국가                                                                                         | 인증        | 판매량/출하량 |
| -------------------------------------------------------------------------------------------- | ----------- | ------------- |
| 오스트레일리아 (ARIA)                                                                        | 플래티넘    | 70,000^       |
| 벨기에 (BEA)                                                                                 | 골드        | 10,000        |
| 캐나다 (뮤직 캐나다)                                                                         | 골드        | 50,000^       |
| 이탈리아 (FIMI) sales in between 2003-2004                                                   | 골드        | 50,000*       |
| 이탈리아 (FIMI) sales since 2009                                                             | 골드        | 25,000*       |
| 네덜란드 (NVPI)                                                                              | 골드        | 40,000^       |
| 뉴질랜드 (RMNZ)                                                                              | 골드        | 7,500^        |
| 러시아 (NFPF)                                                                                | 골드        | 10,000*       |
| 스위스 (IFPI 스위스)                                                                         | 골드        | 20,000^       |
| 영국 (BPI)                                                                                   | 3× 플래티넘 | 948,685       |
| 미국 (RIAA)                                                                                  | 플래티넘    | 1,000,000^    |
| 요약                                                                                         |             |               |
| 유럽 (IFPI)                                                                                  | 플래티넘    | 1,000,000*    |
| *판매량을 기반으로 한 인증 · ^출하량을 기반으로 한 인증 · 판매량+스트리밍을 기반으로 한 인증 |             |               |